# William Wheeler (politico 1819-1887)
William Almon Wheeler (Malone, 30 giugno 1819 – Malone, 4 giugno 1887) è stato un politico statunitense, membro del Partito Repubblicano.
Fu Vicepresidente degli Stati Uniti d'America durante la presidenza di Rutherford Hayes dal 1877 al 1881.